# Litauens kvindefodboldlandshold
Litauens kvindefodboldlandshold repræsenterer Litauen i internationale fodboldturneringer. Holdet har endnu ikke kvalificeret sig til slutrunderne ved EM, VM eller de olympiske lege.